# International Commerce Centre
Das International Commerce Centre, Abk. ICC, (chinesisch 環球貿易廣場 / 环球贸易广场, Pinyin Huánqiú Màoyì Guǎngchǎng, Jyutping Waan4kau4 Mau6jik6 Gwong2coeng4, Projektname: Union Phase 7) ist der mit 484 Metern und 108 Etagen höchste Wolkenkratzer in Hongkong. Das Gebäude ist Teil des Union Squares, der sich im Hongkonger Stadtteil Kowloon auf der gleichnamigen U-Bahn-Station (MTR Kowloon Station) befindet. Eigentümer des International Commerce Centres und der weiteren Gebäude des Union Squares ist die Sun Hung Kai Properties Ltd (SHKP). Die Hongkonger U-Bahngesellschaft MTR Corporation Ltd. war bis 2005 Teileigentümer dieser Immobilie. Der Turm wurde nach den Planungen der Büros Kohn Pedersen Fox und Wong Ouyang erbaut und 2010 fertiggestellt.

## Planung und Bau
Erste Planungen an dem Bauprojekt wurden bereits im Jahr 2000 veröffentlicht. Ursprünglich sollte am Stadtteil Kowloon ein Gebäudekomplex mit dem Namen Union Phase 7 mit einem 574 Meter hohen Wolkenkratzer entstehen. Zwei Jahre später wurden diese Planungen jedoch wieder verworfen und das Konzept des Vorhabens überarbeitet. Gebaut werden sollte nun ein 484 Meter hoher Wolkenkratzer mit einer gemischten Nutzung. Wenig später wurden im Auftrag des Projektentwicklers Sun Hung Kai Properties die Bauarbeiten begonnen. Der Gestaltungsauftrag wurde an das amerikanische Architekturbüro Kohn Pedersen Fox und an das chinesische Büro Wong & Ouyang vergeben, die das Design des Bauwerks in Gemeinschaftsarbeit entwarfen. Sun Hung Kai Properties (SHKP) und China State Construction Engineering (CSCEC) teilen sich als Generalbauunternehmer die Bauarbeiten für das Projekt. Das Unternehmen Sanfield Building Contractors Limited (新輝城建工程有限公司), ein hundertprozentiges Tochterunternehmen des SHKP, war mit der gesamten Durchführung des Bauprozesses betraut. Das China Construction Third Engineering Bureau Co. Ltd (中國建築第三工程局有限公司), ein hundertprozentiges Tochterunternehmen des CSCEC, war für die Stahlbetonarbeiten zuständig. Im Jahr 2005 wurden die Arbeiten an den unterirdischen Etagen des Baus und dem Fundament beendet. Daraufhin wurde mit dem Bau der eigentlichen Stockwerke über dem Boden begonnen. Im Sommer 2009 erreichte das International Commerce Centre sein endgültige Höhe, während die Arbeiten an der Fassade und der Inneneinrichtung noch bis Mitte 2010 andauerten.

## Galerie

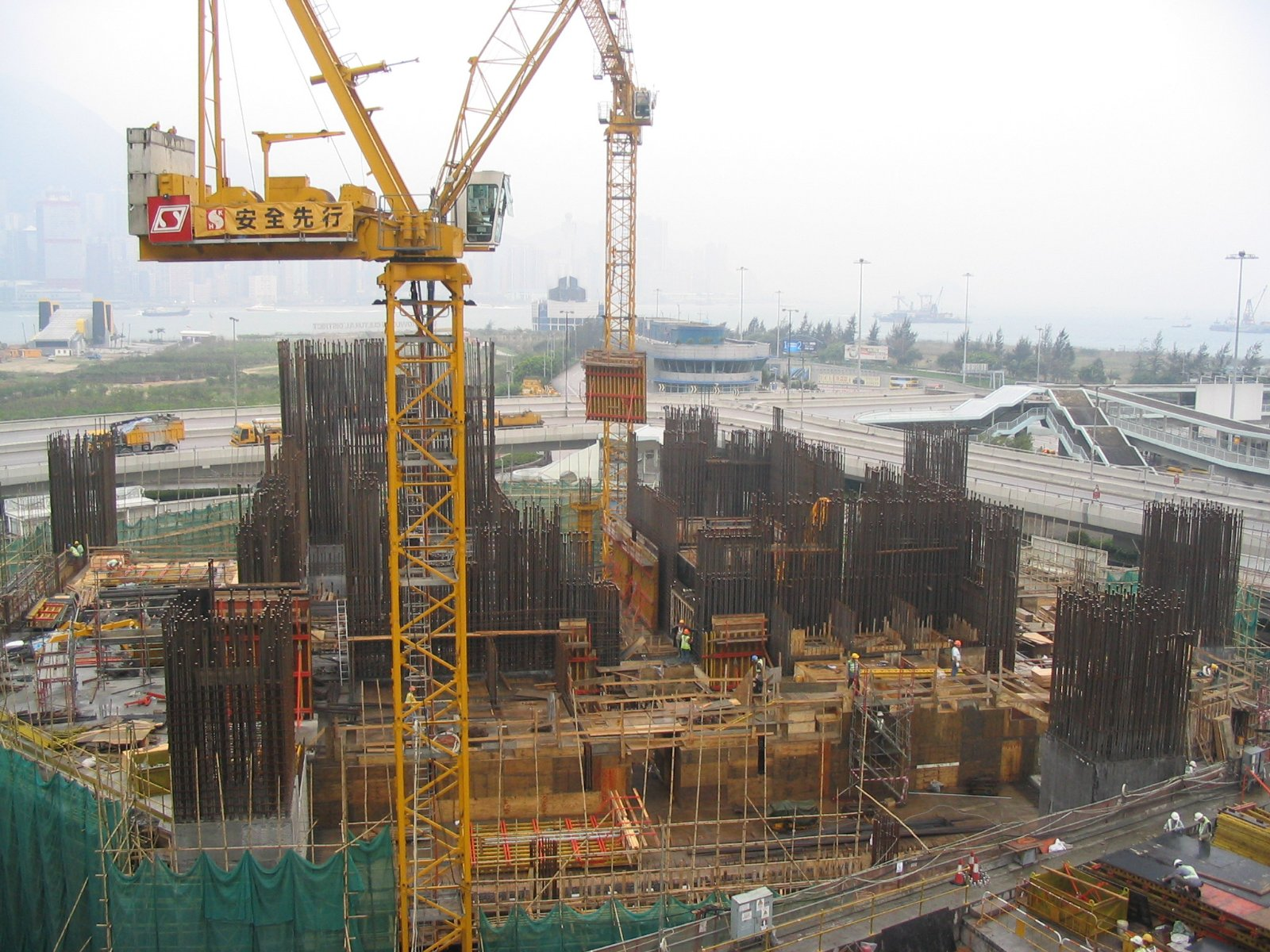
Fundamentarbeiten des ICC, April 2005
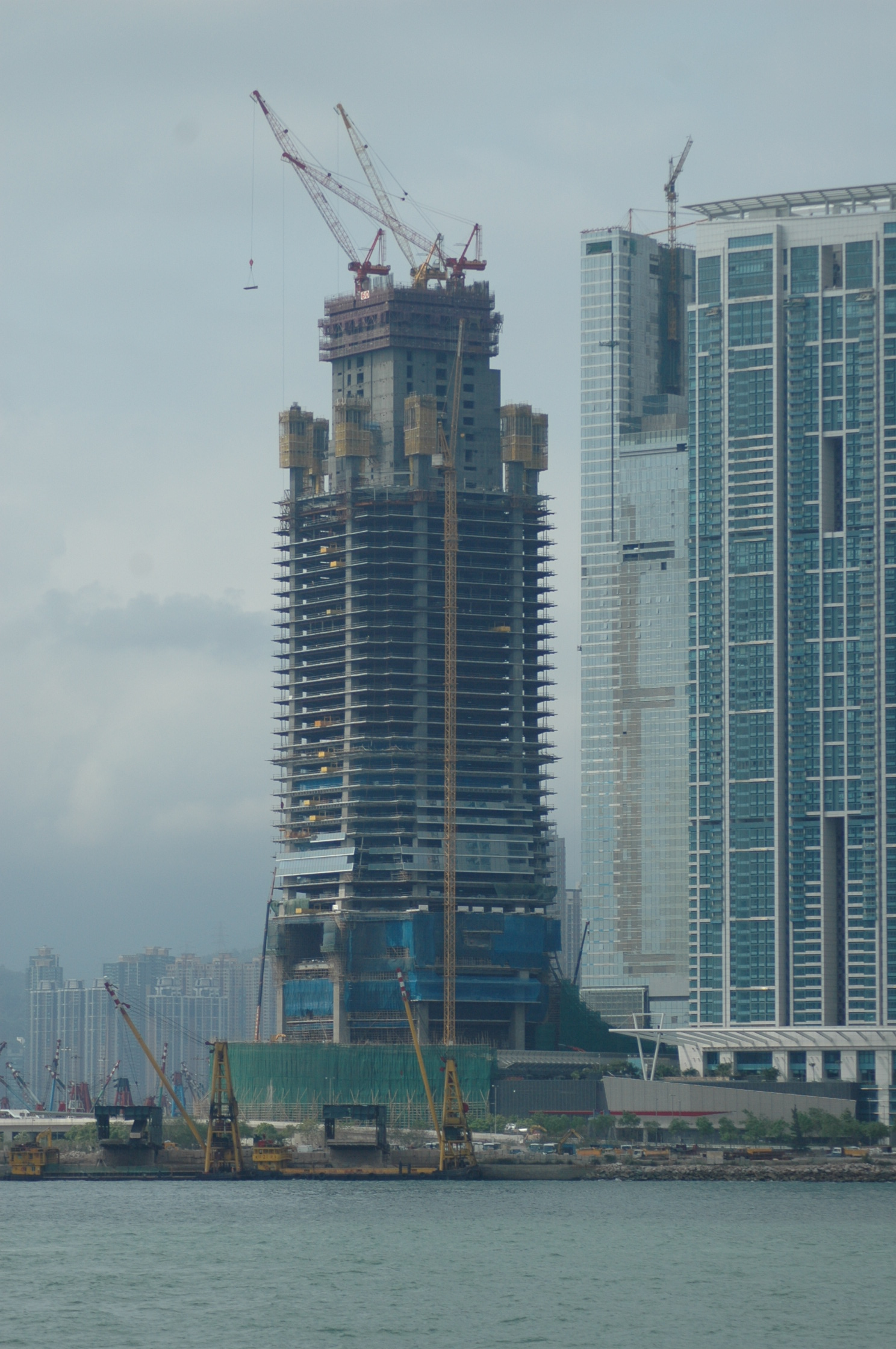
ICC Baustelle, März 2007
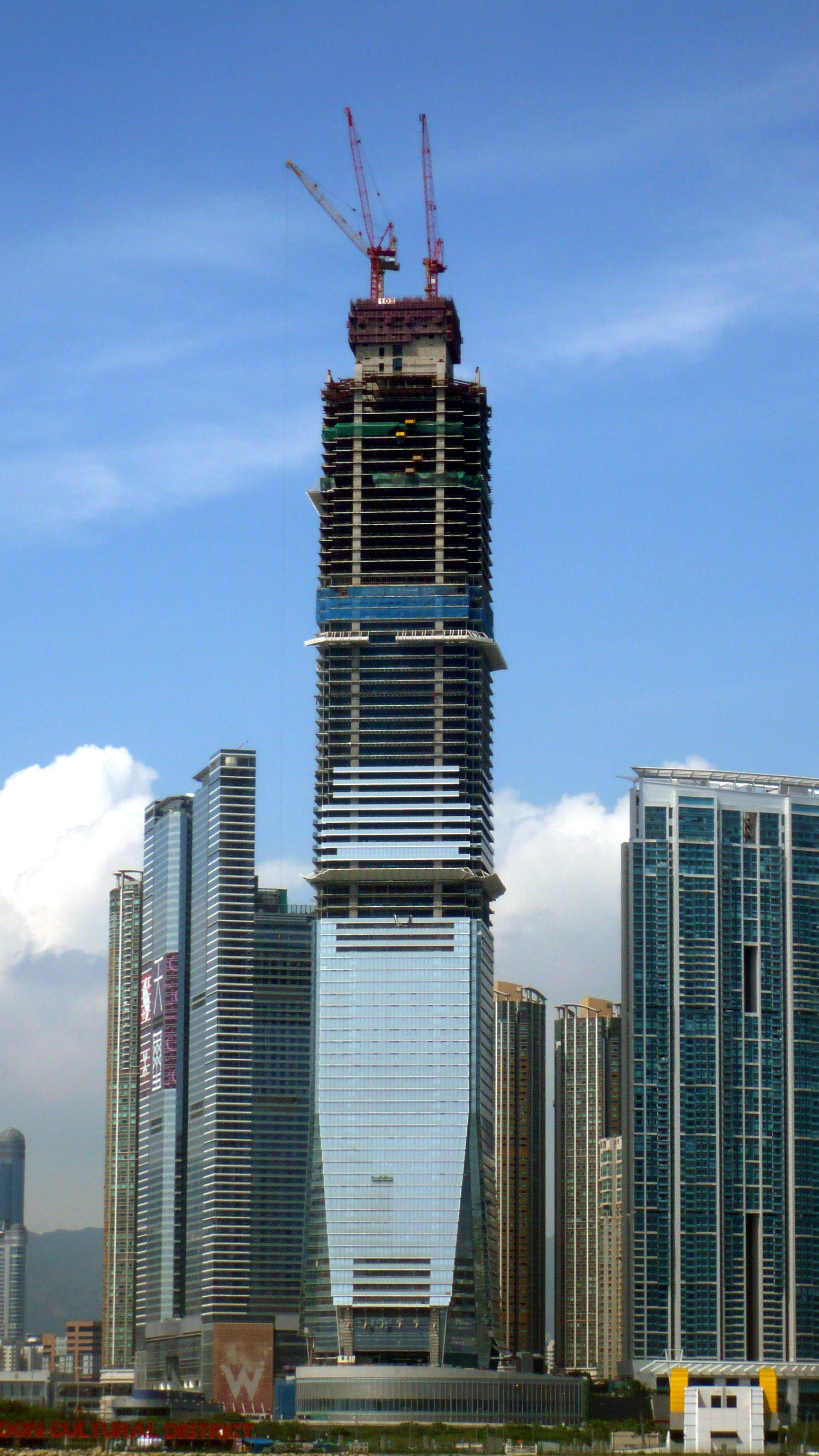
ICC Baustand, Mai 2008
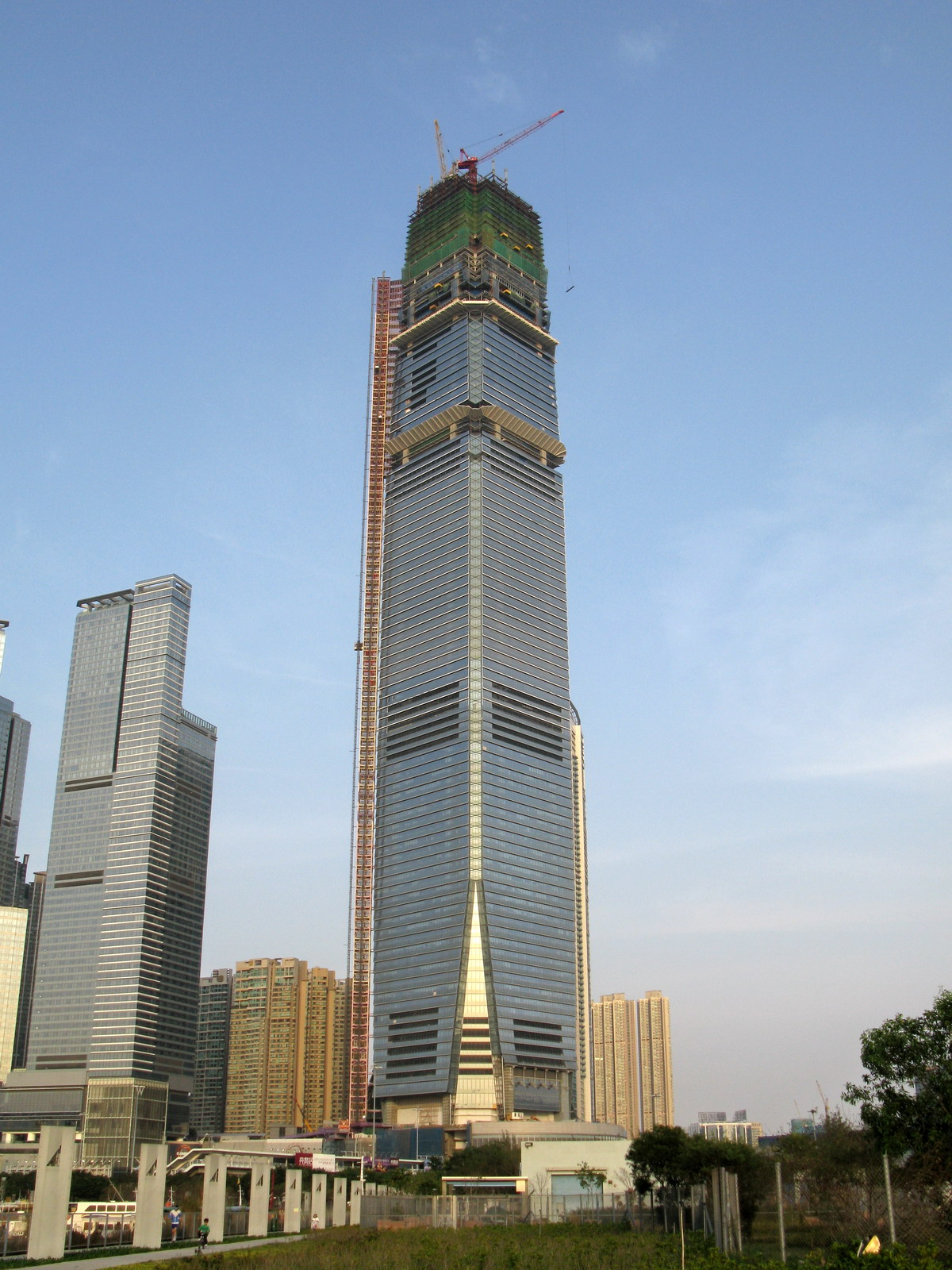
ICC (Schlußphase), März 2009
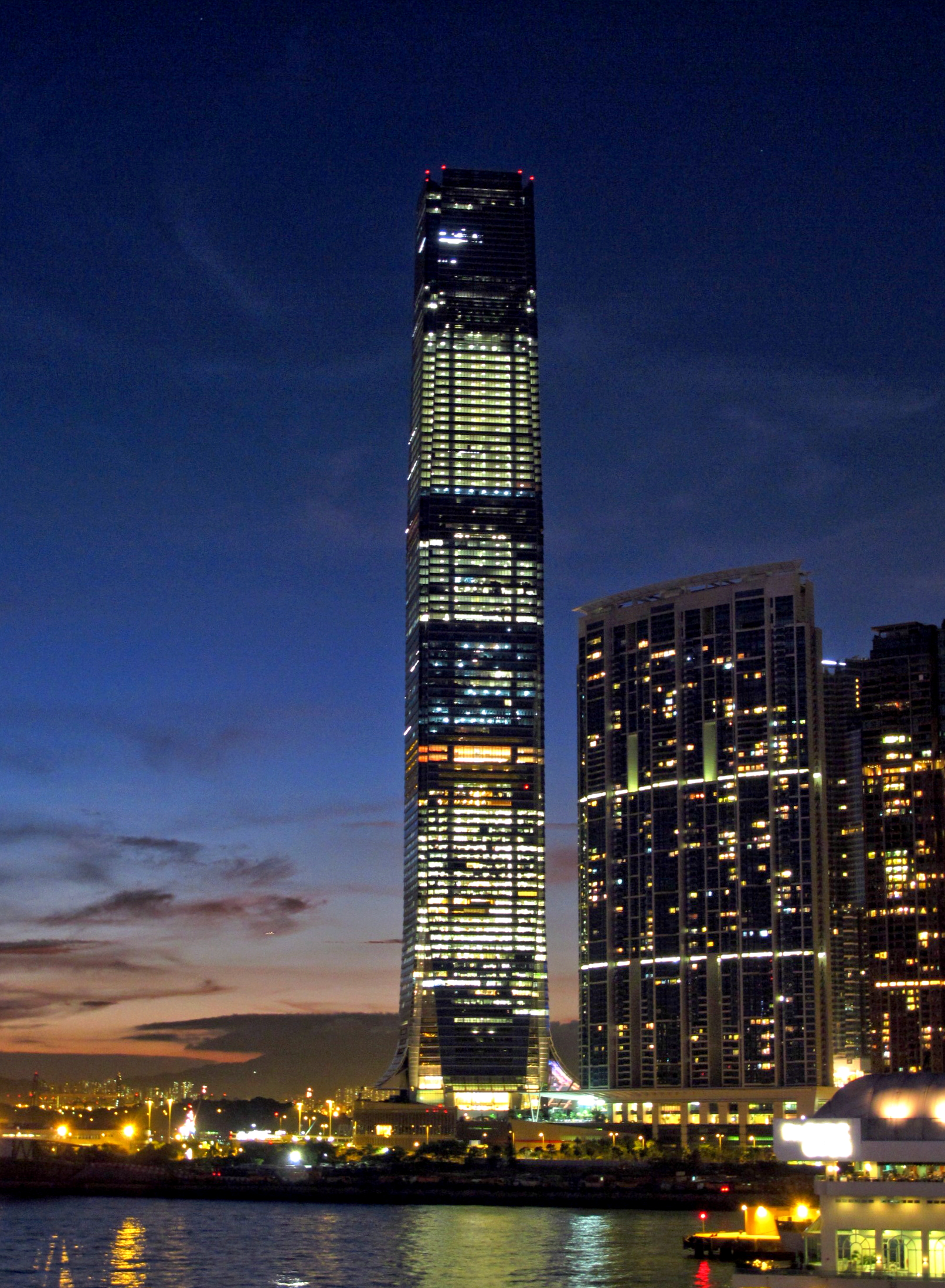
ICC (Fertigstellung) bei Nacht, 2010
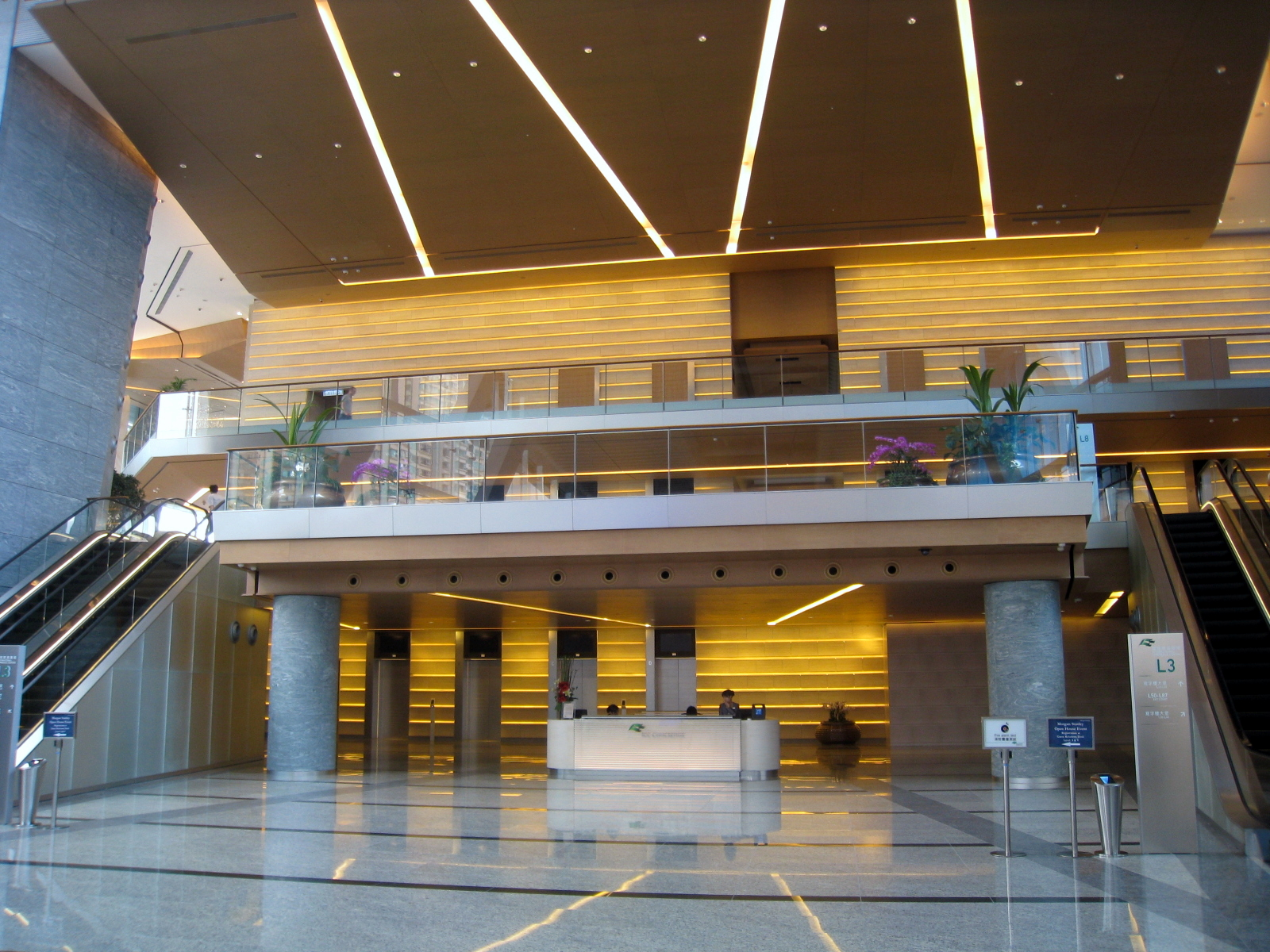
ICC-Eingangslobby, 2008
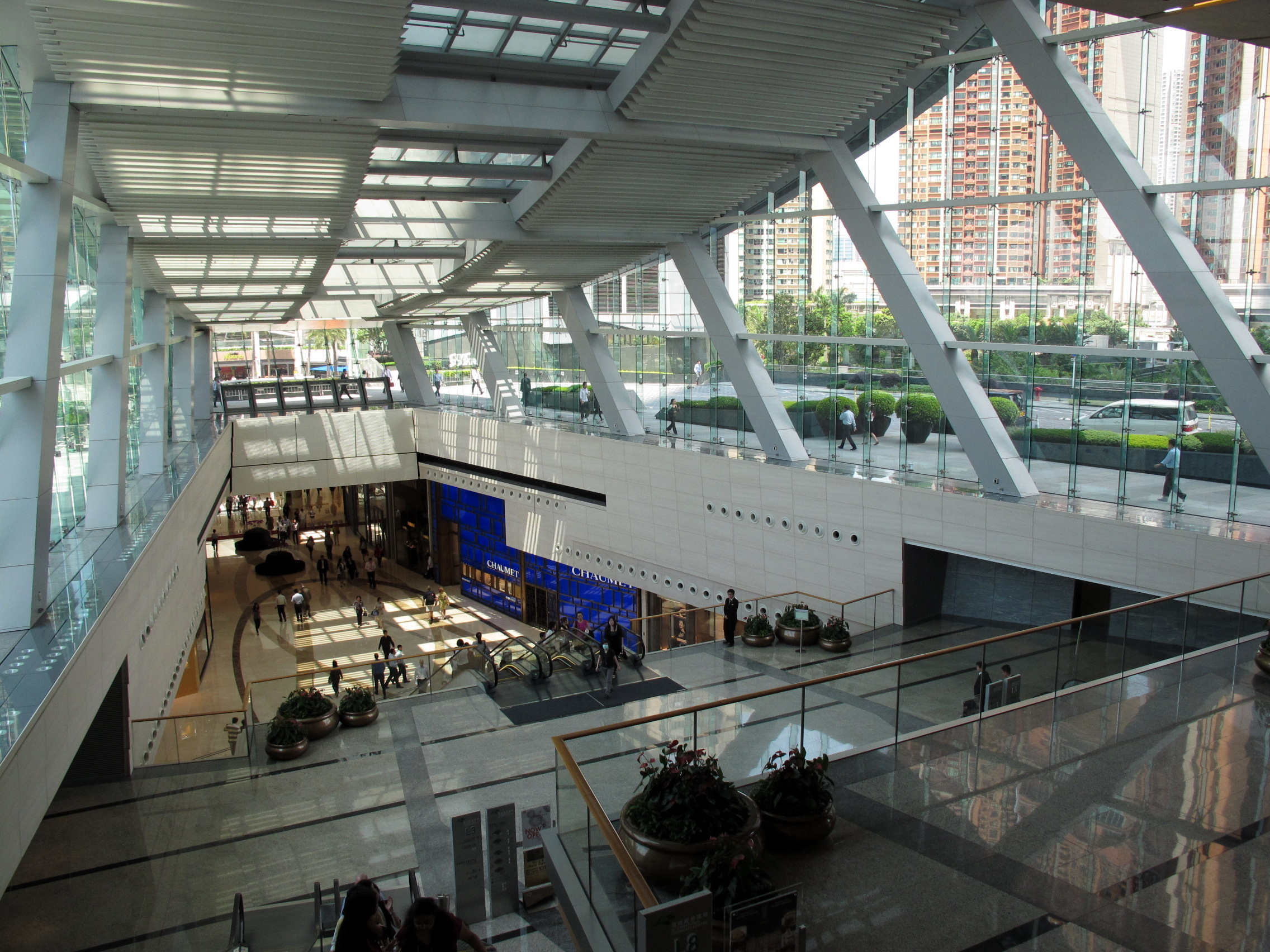
ICC-Eingangslobby Belichtung, 2011
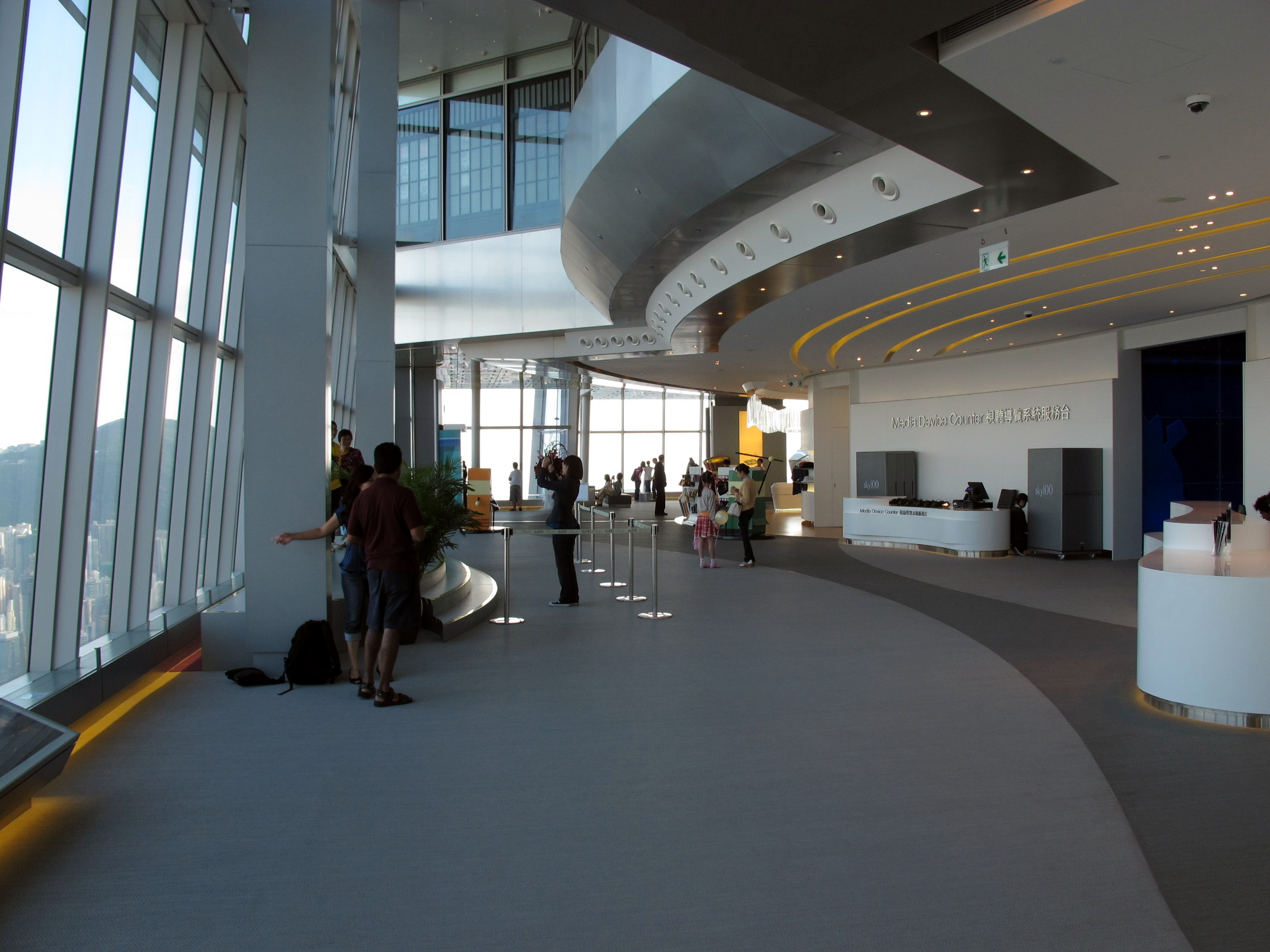
ICC-Aussichtsdeck Sky100, 2011
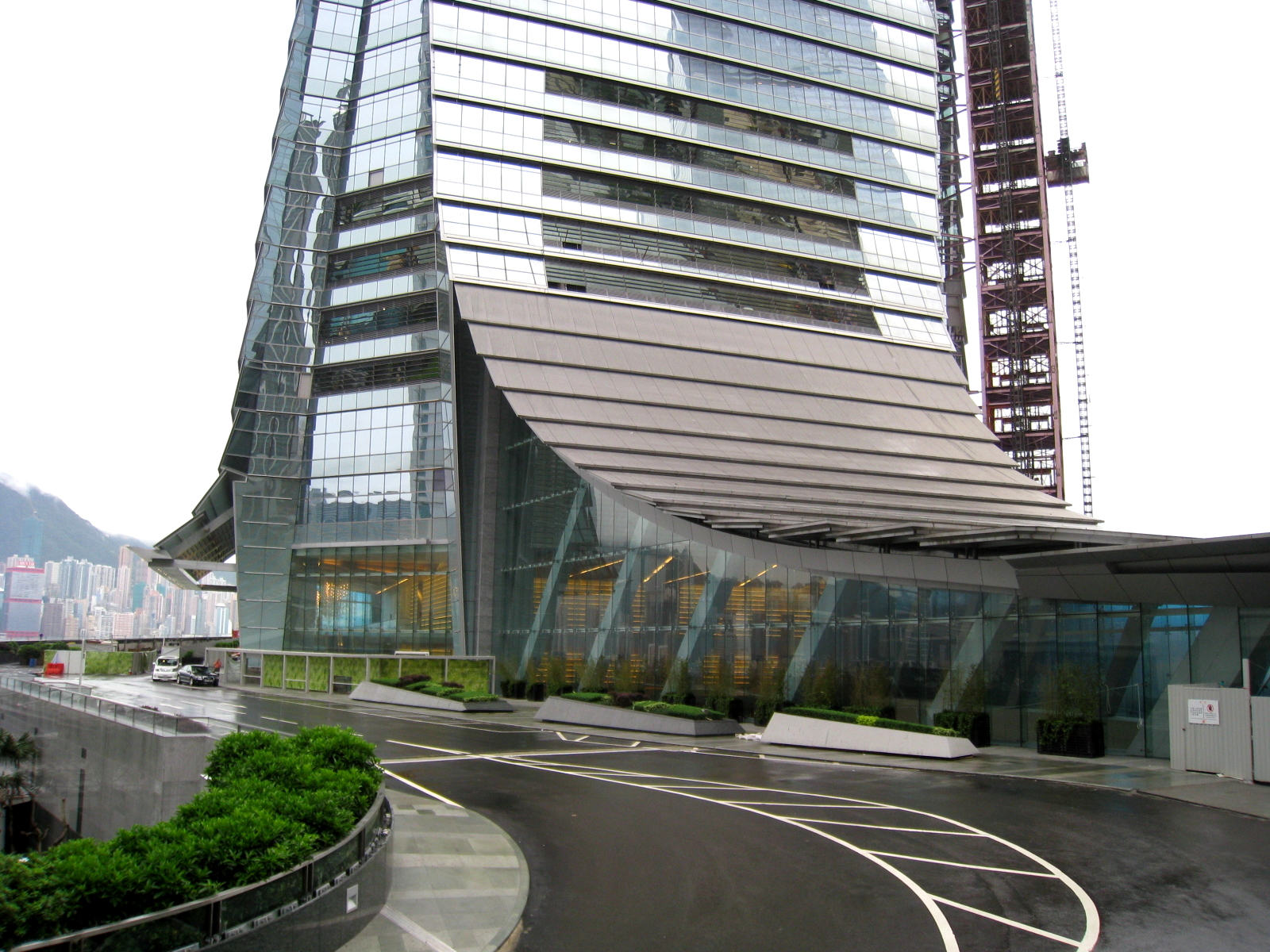
ICC-Eingangslobby Aussendach, 2008
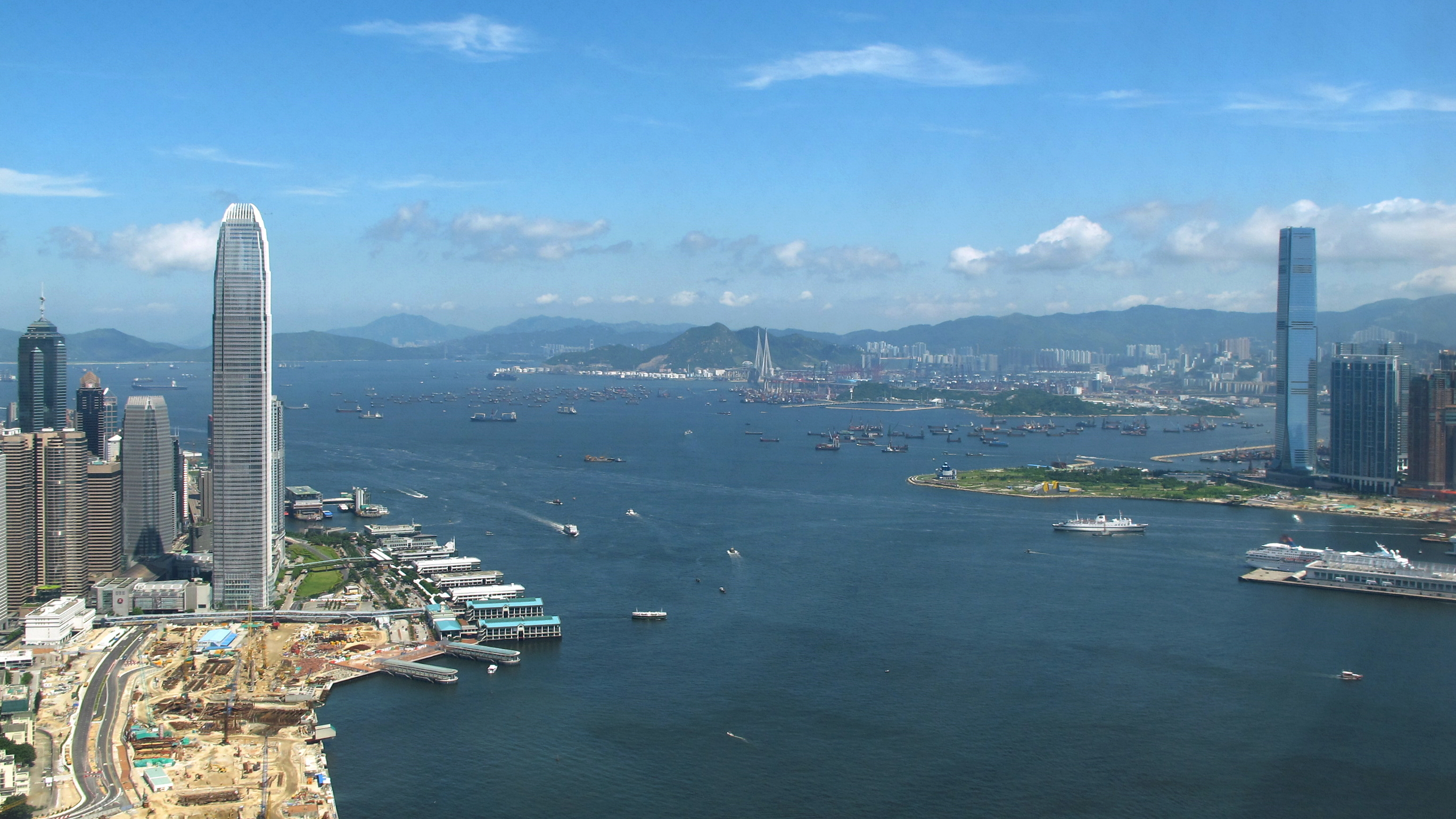
ICC und Two IFC – Tor zum Victoria Harbour, 2010
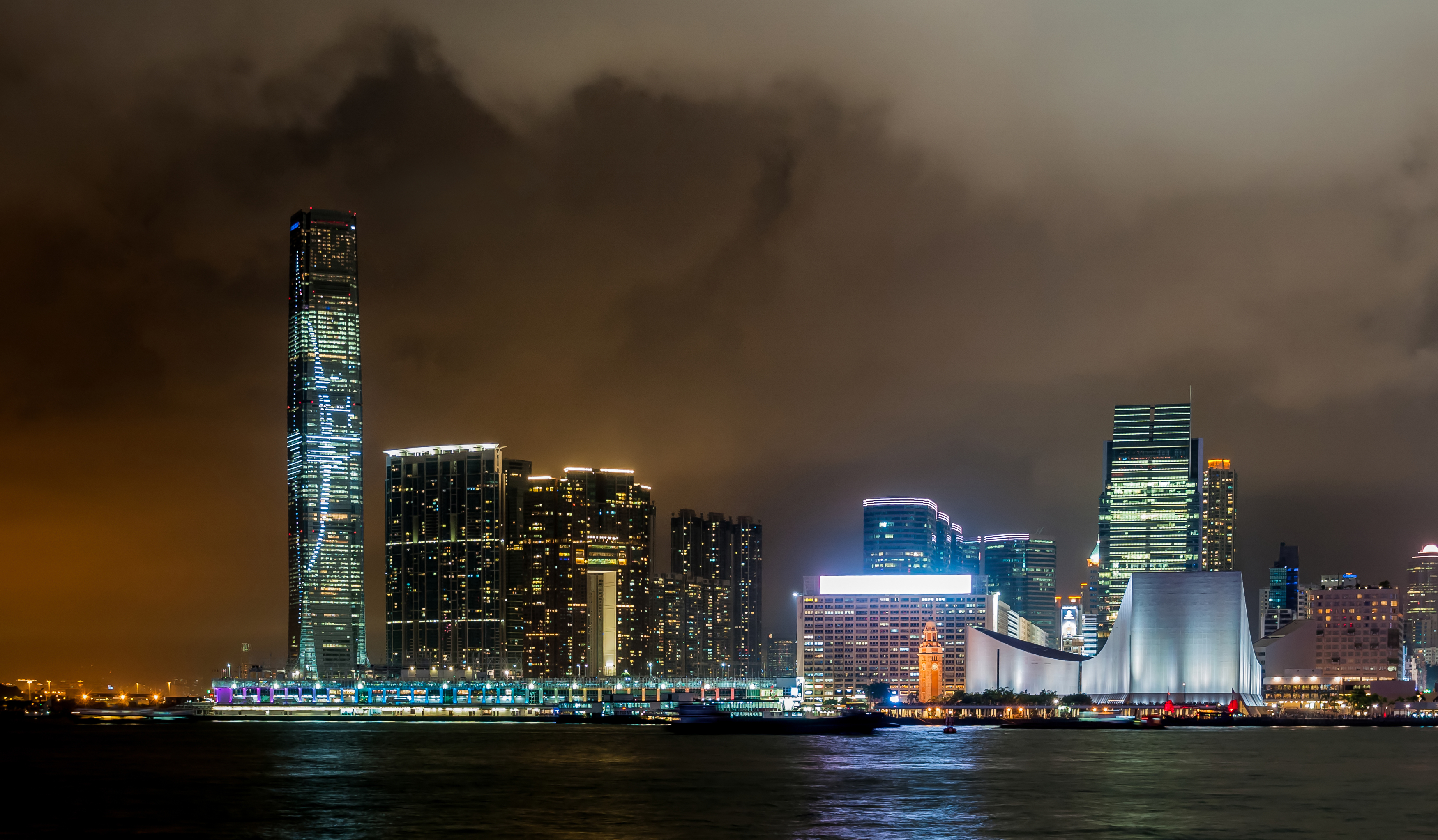
ICC und Hong Kong Cultural Centre – Nachtansicht, 2013